# Sender Berlin-Britz

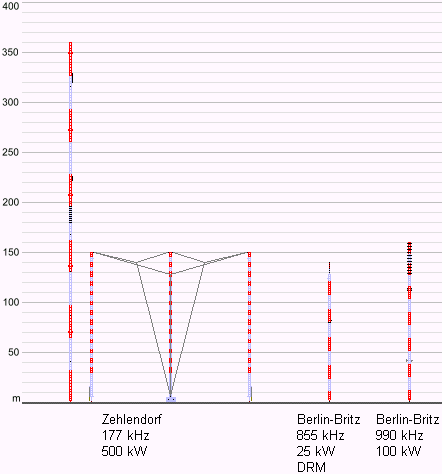
Höhendiagramm der Sendemasten der Mittelwellensender von Deutschlandradio Kultur im Vergleich zum Langwellensender Zehlendorf

Der Sender Berlin-Britz war die wichtigste Sendeeinrichtung des einstigen RIAS. Er wurde 1946 auf dem Areal einer ehemaligen Baumschule gegründet.
Der letzte verbliebene 160 Meter hohe Sendemast wurde am 18. Juli 2015 um 14 Uhr gesprengt.

## Geschichte
Bis 1947 wurde ein 800-Watt-Sender verwendet, der auf der Ladefläche eines US-amerikanischen Militärlastwagens aufgestellt war. Die Sendeantenne war eine zwischen 2,30 Meter hohen Holzmasten gespannte T-Antenne. Im März 1947 wurde diese T-Antenne durch einen 60 Meter hohen selbststrahlenden Gittermast ersetzt, der im Juni 1947 auf 100 Meter Höhe aufgestockt wurde, nachdem der „Lili-Marleen-Sender“ – ein fahrbarer Soldatensender aus dem Zweiten Weltkrieg – zur Verfügung stand. Im Jahr 1949 wurde während der Berlin-Blockade für den Sender Britz der erste 100-Kilowatt-Sender installiert und kurz danach der Sendemast durch einen neuen Sendemast gleicher Höhe ersetzt. Der demontierte Sendemast wurde in Hof wiedererrichtet.
Im Jahr 1953 erhielt die Anlage den ersten 300-Kilowatt-Sender in Deutschland, der von Telefunken gebaut wurde. 1978 wurde der erste Sender in Betrieb genommen, dessen Endstufe nach dem Prinzip der dynamischen Amplitudenmodulation angepasst wurde. 1988 ging der erste volltransistorisierte Großsender mit einer Leistung von 100 kW für die Frequenz 855 kHz in Betrieb.
Im Jahr 1954 wurde auf dem Stationsgelände die erste Sendeantenne für Kurzwelle in Form eines horizontalen Faltdipols errichtet. Da diese Antenne später den Ansprüchen nicht mehr genügte, wurde 1983 eine geknickte Ganzwellendipolantenne gebaut.
Nach Inbetriebnahme eines zweiten Mittelwellensenders wurde 1961 der spätere Nordwestmast demontiert und ein wenig weiter westlich, im Abstand von 88 Metern zum Südostmast, wiedererrichtet. Dies geschah seinerzeit, da für die zweite Frequenz eine Richtstrahlung mit Minimum zum Balkan nötig war, um dort befindliche Sender nicht zu stören.
Bis 1978 wurde die Empfangsleistung des RIAS massiv von Störsendern der damaligen DDR gemindert. Um diesem Umstand entgegenzuwirken, wurde im Jahr 1978 eine Steilstrahlantenne für die Frequenz 990 Kilohertz (kHz) in Form eines Kreuzdipols errichtet, der an fünf geerdeten, seilverankerten Stahlrohrmasten von je 30,5 Meter Höhe befestigt war, über die nachts mit Zirkularpolarisation ein Signal steil in die Ionosphäre mit einer Leistung von 300 Kilowatt (kW) abgestrahlt wurde, während tagsüber der 160 Meter hohe Mast als Antenne diente.
Die Pardunen, die bis dato durch Isolatoren unterteilt waren, wurden 1983 durch durchgehende Pardunen ersetzt, die über Drosseln an den Abspannfundamenten geerdet sind. 2004 wurden die Pardunen erneut ausgetauscht.
Im Jahr 1995 musste die Steilstrahlantenne stillgelegt werden. Die Leistungen der beiden Mittelwellensender, die nach der Auflösung des RIAS Ende 1993 das Programm des Deutschlandradios verbreiteten, wurden auf 100 kW für 990 kHz und 25 kW für 855 kHz reduziert. Wenig später wurde der Sender für 855 kHz zu DRM-Versuchssendungen und ab 2001 für den DRM-Planbetrieb – von Ausnahmen für die Übertragung wichtiger Sportereignisse abgesehen – herangezogen. Am 22. Dezember 2004 riss eine der neuen Pardunen in der untersten Ebene des 160-Meter-Mastes, was zu einem mehrtägigen Senderausfall auf 990 kHz führte.

## Aktuelle Situation
Der 1949 installierte 100-Kilowatt-Sender war bis Mitte der 1980er Jahre in Betrieb und befindet sich seit 1993 im Deutschen Technikmuseum (damals: Museum für Verkehr und Technik).
Von den beiden Sendemasten, die beide gegen Erde isoliert waren und als selbststrahlende Sendemasten betrieben wurden, existiert heute keiner mehr. Sie waren in der Vergangenheit mehrfach aufgestockt worden und hatten zuletzt eine Höhe von 146 Meter (Südostmast) beziehungsweise 160 Meter (Nordwestmast). Die Kreuzdipol-Antenne des RIAS war bis 1995 in Betrieb. Danach musste sie aus EMVU-Gründen stillgelegt werden. Allerdings verblieb sie bis 2004 auf dem Stationsgelände. Nachdem der Kurzwellensender (6005 kHz) durch einen Brand im Spätsommer 2007 schwer beschädigt worden war, wurde beschlossen, ihn nicht mehr in Betrieb zu nehmen, weil die Reparaturkosten zu hoch erschienen.
Die Frequenz 6190 kHz war – seitdem die Deutsche Welle Ende Oktober 2011 ihr deutschsprachiges Radioprogramm eingestellt hatte – die letzte Kurzwellenfrequenz aus Deutschland, Österreich und der Schweiz, die mit dem Deutschlandfunk rund um die Uhr ein deutschsprachiges Programm ausstrahlte. Auf dieser Kurzwellen-Frequenz im 49-Meter-Band blendete der Deutschlandfunk täglich viermal (jeweils um 1:05, 6:40, 11:05 und 21:05 Uhr Ortszeit) einen Seewetterbericht in das laufende Programm ein. Die Anlage fiel Ende April 2012 aus und wurde wegen der hohen Kosten, die für die Reparatur angefallen wären, nicht mehr in Betrieb genommen. Ende Mai 2012 bestätigte der Deutschlandfunk das Ende des Sendebetriebs.
Am Morgen des 19. September 2012 beendete das Deutschlandradio die digitalen Mittelwellensendungen aus Berlin-Britz. Die Demontage des 1949 errichteten und 146 Meter hohen Mastes, der diese digitalen Sendungen ausstrahlte, fand vom 5. bis 8. November 2012 augenscheinlich mit Hilfe eines entsprechenden Autokrans statt.
Eine Verlegung der UKW-Frequenz zum Berliner Fernsehturm erfolgte am 29. November 2012 um 9:59 Uhr; aus Berlin-Britz sendete damit zuletzt nur noch die Mittelwellenfrequenz 990 kHz, die am 4. September 2013 um 11:38 Uhr aus Kostengründen ebenfalls stillgelegt wurde.
Der Sendemast wurde am 18. Juli 2015 um 14 Uhr gesprengt. Das beauftragte Unternehmen TVF Altwert (Alba Group) hat vier Abspannseile („Pardunen“) der östlichen Pardunenreihe gesprengt. Die beiden verbleibenden Pardunenreihen zogen den Mast dann westlich auf eine Grünfläche. Der Mast wurde zerteilt und abtransportiert. Teile des kupfernen Erdungsnetzes werden noch aus dem Boden entfernt. Deutschlandradio verkaufte das Grundstück im Geschäftsjahr 2017.

## Ehemalige Sendefrequenzen

### Analoger Hörfunk (MW)
| Sendername              | Frequenz | ERP    | Bemerkung                        |
| ----------------------- | -------- | ------ | -------------------------------- |
| Deutschlandradio Kultur | 990 kHz  | 100 kW | am 4. September 2013 stillgelegt |

### Analoger Hörfunk (KW)
| Sendername              | Frequenz | ERP    | Bemerkung                                                     |
| ----------------------- | -------- | ------ | ------------------------------------------------------------- |
| Deutschlandradio Kultur | 6005 kHz | 100 kW | seit September 2007 inaktiv infolge eines Brandes des Senders |
| Deutschlandfunk         | 6190 kHz | 017 kW | seit April 2012 stillgelegt infolge eines Verstärkerausfalls  |

### Analoger Hörfunk (UKW)
| Sendername              | Frequenz | ERP    | Bemerkung                                             |
| ----------------------- | -------- | ------ | ----------------------------------------------------- |
| Deutschlandradio Kultur | 89,6 MHz | 100 kW | am 29. November 2012 zum Berliner Fernsehturm verlegt |

### Digitaler Hörfunk (MW in DRM)
Digitaler Hörfunk (MW in DRM):
| Sendername | Frequenz | ERP   | Bemerkung                            |
| --- | -------- | ----- | ------------------------------------ |
| Simulcast zweier digitaler Audiostreams: - Deutschlandradio Wissen (in UKW-artiger Tonqualität) - Nachrichten-Endlosschleife (in telefonartiger Tonqualität) | 855 kHz  | 25 kW | seit 19. September 2012 abgeschaltet |